# Ron Cook
Ronald G. Cook, detto Ron (South Shields, 1º dicembre 1948), è un attore britannico.

## Biografia
Nato nel 1948 a South Shields, nella contea di Durham, figlio di un cuoco scolastico e di un operaio automobilistico. Quando aveva 6 anni, la sua famiglia si trasferì a Coventry, dove ha frequentato la Wyken Croft Junior School e la Caludon Castle School, per poi laurearsi al Rose Bruford College.
Sul palco, è apparso nella produzione originale del 1988 dell'opera teatrale di Timberlake Wertenbaker Our Country's Good. È stato nominato per un Premio Laurence Olivier nella categoria miglior attore non protagonista nel 2000 per il suo ruolo in Giunone e il pavone al Donmar Warehouse.
È apparso nell'opera teatrale di Conor McPherson The Seafarer. Tra il 2008 e il 2009, ha preso parte alla stagione del Donmar's West End al Wyndham's Theatre, interpretando Sir Toby Belch in La dodicesima notte e Polonio in Amleto. Nel 2011, ha interpretato The Fool in Re Lear con Derek Jacobi al Donmar. Nel 2013, interpreta Pistol in Henry V di Michael Grandage. Dal 2015 al 2016 ha ricoperto i panni di Max ne Il ritorno a casa al Trafalgar Studios, e successivamente è apparso al Donmar Warehouse nel ruolo di Teddy ne Il guaritore di Brian Friel. Dal 2016 al 2017, è apparso nella commedia di Lucy Kirkwood The Children al Royal Court Theatre con Francesca Annis e Deborah Findlay.
Si è esibito in un gran numero di produzioni televisive tra cui The Black Adder, L'asso della Manica, Sharpe e Doctor Who. Apparve nelle opere della BBC Television Shakespeare. È apparso nella serie del 1986 The Singing Detective, nella commedia televisiva britannica di Jack Rosenthal Day To Remember e ha recitato in moltissimi drammi in costume.
Nel 2003, ha interpretato l'ingegnere vittoriano Isambard Kingdom Brunel nella serie della BBC Seven Wonders of the Industrial World. Nel 2009 interpreta Hermann van Daan nella miniserie drammatica della BBC Il diario di Anna Frank. Nel 2012 veste i panni di Peter nella serie ITV Mrs Biggs. Dal 2013 al 2016 ha avuto un ruolo regolare nella serie Mr Selfridge. Nel 2018 è tra i protagonisti della serie The City And The City. Nel 2020 ha interpretato Stan Sturgess nel dramma in tre parti della BBC The Salisbury Poisonings, che ritrae la crisi di avvelenamento da Novichok del 2018 a Salisbury, in Inghilterra.
Ha interpretato Napoleone Bonaparte nella sua apparizione come guest nel 1994 in Sharpe e nel film del 2000 Quills - La penna dello scandalo. Altri ruoli cinematografici includono Il cuoco, il ladro, sua moglie e l'amante, Segreti e bugie, L'Odissea, Topsy-Turvy - Sotto-sopra, Chocolat, Charlotte Gray, 24 Hour Party People, Thunderbirds, La carica dei 102 - Un nuovo colpo di coda, Hot Fuzz e The King's Man - Le origini.

## Filmografia parziale

### Cinema
- Il cuoco, il ladro, sua moglie e l'amante (The Cook, the Thief, His Wife and Her Lover), regia di Peter Greenaway (1989)
- Segreti e bugie (Secrets & Lies), regia di Mike Leigh (1996)
- Topsy-Turvy - Sotto-sopra (Topsy-Turvy), regia di Mike Leigh (1999)
- Quills - La penna dello scandalo (Quills), regia di Philip Kaufman (2000)
- La carica dei 102 - Un nuovo colpo di coda (102 Dalmatians), regia di Kevin Lima (2000)
- Chocolat, regia di Lasse Hallström (2000)
- Evasione fortunata (Lucky Break), regia di Peter Cattaneo (2001)
- Charlotte Gray, regia di Gillian Armstrong (2001)
- 24 Hour Party People, regia di Michael Winterbottom (2002)
- Thunderbirds, regia di Jonathan Frakes (2004)
- Il mercante di Venezia (The Merchant of Venice), regia di Michael Radford (2004)
- Confetti, regia di Debbie Isitt (2006)
- Hot Fuzz, regia di Edgar Wright (2007)
- The King's Man - Le origini (The King's Man), regia di Matthew Vaughn (2021)
- Empire of Light, regia di Sam Mendes (2022)
- The Critic, regia di Anand Tucker (2023)

### Televisione
- Blackadder – serie TV, un episodio (1983)
- The Singing Detective – serie TV, 6 episodi (1986)
- L'asso della Manica (Bergerac) – serie TV, un episodio (1988)
- Metropolitan Police (The Bill) – serie TV, 2 episodi (1988)
- Maigret – serie TV, un episodio (1992)
- L'Odissea (The Odyssey) – serie TV, 2 episodi (1997)
- Il mastino dei Baskerville (The Hound of the Baskervilles), regia di David Attwood – film TV (2002)
- Hornblower – serie TV, 2 episodi (2003)
- The Lost Prince – serie TV, 2 episodi (2003)
- The Other Boleyn Girl, regia di Philippa Lowthorpe – film TV (2003)
- Casanova – serie TV, 2 episodi (2005)
- Doctor Who – serie TV, un episodio (2006)
- Waking the Dead – serie TV, 2 episodi (2008)
- Testimoni silenziosi (Silent Witness) – serie TV, 2 episodi (2008)
- Little Dorrit – serie TV, 9 episodi (2008)
- Il diario di Anna Frank (The Diary of Anne Frank) – serie TV, 5 episodi (2009)
- L'ispettore Barnaby (Midsomer Murders) – serie TV, episodio 14x03 (2011)
- Mr Selfridge – serie TV, 40 episodi (2013-2016)
- I miserabili (Les Misérables) – serie TV, 2 episodi (2019)
- Delitti in Paradiso (Death in Paradise) – serie TV, episodio 8x03 (2019)
- Chernobyl – serie TV, 2 episodi (2019)
- The Witcher – serie TV, un episodio (2019)
- Inside No. 9 – serie TV, un episodio (2022)
- Andor – serie TV, 2 episodi (2022)
- Doc Martin – serie TV, un episodio (2022)

## Doppiatori italiani
Nelle versioni in italiano delle opere in cui ha recitato, Ron Cook è stato doppiato da:
- Leo Gullotta in Enrico VI, parte II, Enrico VI, parte III
- Oliviero Dinelli in Mr Selfridge, Andor
- Gianluca Tusco in Le allegre comari di Windsor
- Gigi Proietti in Riccardo III
- Ennio Coltorti in Segreti e bugie
- Renato Cortesi in L'Odissea
- Pino Ammendola in Tom Jones
- Sandro Pellegrini in La carica dei 102 - Un nuovo colpo di coda
- Bruno Conti in Chocolat
- Piero Tiberi in Charlotte Gray
- Rodolfo Bianchi in Lucky Break
- Ambrogio Colombo in Thunderbirds
- Dante Biagioni ne Il mercante di Venezia
- Gerolamo Alchieri in Land of the Blind
- Pasquale Anselmo in Doctor Who
- Nino Prester in Hot Fuzz
- Paolo Marchese ne Il diario di Anna Frank
- Pietro Ubaldi in The City & the City
- Roberto Stocchi ne I miserabili
- Gianni Giuliano in The Witcher
- Gabriele Martini in The King's Man - Le origini